# Modeselektor
Modeselektor este un duo de muzică electronică format în Berlin, compus din Gernot Bronsert și Sebastian Szary. Trupa compune piese în genurile IDM, glitch, electro și hip hop. Într-un interviu grupul a declarat în ceea ce privește sunetul lor: "Metal fericit, rap greu, country-ambiental, Crunk rusesc. Nu ne place când oamenii ne etichetează ca cântând un anumit stil sau aparținând unei școli anume sau scene sau orice ar fi. Într-adevăr nu ne pasă de toate astea. " 

## Istorie
Membrii grupului s-au întâlnit în 1992, în Berlin, perioadă în care se desfășurau petreceri underground ilegale la care se mixa live acid house. Trupa spune: "După căderea Zidului, peste tot în Germania, în special în Germania de Est era mult haos, anarhie." 
În curând ambii și-au unit forțele și au început sa creeze muzică sub numele de Fundamental Knowledge. În 1996, grupul s-a redenumit în Modeselektor, un nume luat de la o funcție a unei unități de efecte analog delay Roland Space Echo.
În 1999 Modeselektor a semnat primul contract și a început să lucreze cu Pfadfinderei, VJ si designer colectiv stabilit în Berlin. În anul 2000 Modeselektor a întâlnit-o pe Ellen Allien, astfel semnând cu label-ul BPitch Control. De asemenea Modeselektor are numeroase proiecte de colaborare, Moderat - o colaborare muzicală între Modeselektor și Apparat, Pfadselektor - o colaborare vizual-muzicală dintre Modeselektor și Pfadfinderei, precum și cu Paul St. Hillaire. Ei au produs instalații de sunet la Centrul Pompidou din Paris și au ținut prelegeri la Akademie Merz din Stuttgart.
Modeselektor e trupa preferată a lui Thom Yorke (solistul trupei Radiohead ),, care a recomandat albumele lor în interviuri și a inclus piesa Silikon (de pe LP-ul Hello Mom! din 2005 cu vocalistul Sasha Perera) într-un playlist accesibil publicului pe site-ul iTunes. Moderat (colaborarea între Modeselektor și Apparat), de asemenea, a susținut concertele trupei Radiohead din Poznan, Polonia și Praga, Republica Cehă, în august 2009. Urmatorul LP, Happy Birthday!, din 2007, a avut numeroși oaspeți, vocaliști cum ar fi Paul St. Hilaire, TTC, Puppetmastaz, Thom Yorke și Maxïmo Park si alți colaboratori incluzând Otto von Schirach, Siriusmo, și Apparat. 
În martie 2009, au lansat un album în colaborare cu Apparat sub numele de Moderat. Ei au colaborat anterior la un EP numit Auf Der Kosten Gesundheit, care a fost lansat într-un număr limitat, pe vinil de 12 " la BPitch Control în anul 2002.
Modeselektor, de asemenea, a apărut ca personaj principal în documentarul despre muzica electronică, al lui Amy Grill din 2009 , Speaking in Code. 
Modeselektor e prieten bun cu Siriusmo, și în mod regulat face remixuri pe piesele lui sau promovează materialul acestuia.

## Discografie

### Albume
- Hello Mom! (BPitch Control, 2005)
- Happy Birthday! (BPitch Control, 2007)
- Moderat (BPitch Control, 2009) cu Apparat (aka Moderat)
- Modeselektion Vol. 01 (2010)
- Monkeytown (2011)

### Mix-uri
- Boogybytes Vol. 3 - Mixat de Modeselektor (BPitch Control, 2007)
- Body Language Vol. 8 (Get Physical, 2009)

### Single-uri
- Death Medley (BPitch Control, 2002)
- In Loving Memory (BPitch Control, 2002)
- Ganes De Frau Vol. 1 (BPitch Control, 2003)
- Auf Kosten Der Gesundheit (BPitch Control, 2003) cu Apparat (aka Moderat)
- Turn Deaf! (BPitch Control, 2004)
- Hello Mom! The Remixes (BPitch Control, 2006)
- Weed Wid Da Macka (Shockout, 2006)
- The Dark Side Of The Sun (BPitch Control, 2007) cu Puppetmastaz
- Happy Birthday! Remixes #1 (BPitch Control, 2008), include The White Flash (Trentemøller Remix) ca B-side.
- Happy Birthday! Remixes #2 (BPitch Control, 2008), include The Black Block (Marcel Dettman, Rustie, Bytone Remix).
- Happy Birthday! Remixes #3 (BPitch Control, 2009), include diferite remix-uri la 2000007 feat. TTC & Suckerpin.

### Remix-uri
- Miss Kittin - "Professional Distortion (Modeselektor's Big Muff Mix)"
- Thom Yorke - Skip Divided (Modeselektor Remix)
- Björk - Dull Flame Of Desire (Modeselektor's Rmx For Girls)
- Björk - Dull Flame Of Desire (Modeselektor's Rmx For Boys)

### Multimedia
- Labland (Dalbin, 2005) cu Pfadfinderei, DVD
- Mdslktr (BPitch Control, 2005), DVD + CD Box Set